# Nåletræ-rækken
Nåletræ-rækken (Pinophyta) er en af de 12 rækker i planteriget og en af 10 indenfor de nulevende stængelplanter. Pinophyta er nøgenfrøede, koglebærende planter med karplantevæv. Alle nulevende arter i Pinophyta er vedplanter med sekundær vækst. Den store majoritet er træer og enkelte er buske. Planterækken indeholder syv familier, 68 slægter og 630 levende arter, der alle er placeret i Gran-ordenen.

## Klassifikation
Pinophyta indeholder kun en enkelt klasse, Pinopsida, der kun rummer én nulevende orden, Gran-ordenen Pinales.
Klassen Pinopsida rummer dog nogle uddøde ordener, bl.a. Voltziales som var nært beslægtet med de nulevende nåletræer, og Cordaitales som var mere primitive nåletræer, herunder forgængerne for både Voltziales og de nulevende nåletræer. Cordaitales opstod i Kultiden, og udviklede sig til ganske store træer, især i lidt mere tørre områder.

## Billeder
- Fossil Cordaites fra Kultiden
- Fossil Walchia (Voltziales) fra Perm